# TobyMac
TobyMac, stylisé tobyMac ou TOBYMAC, de son vrai nom Kevin Michael McKeehan, né le 22 octobre 1964 à Fairfax, en Virginie, est un chanteur et rappeur évangélique américain. Il est également auteur-compositeur, producteur, et membre fondateur et leader du groupe DC Talk.
TobyMac est l'un des premiers rappeurs chrétiens les plus connus. Il compte 20 singles solo classés aux Billboard Christian Songs. Il est initialement connu comme membre du trio chrétien DC Talk, de 1987 jusqu'à leur séparation en 2000. Il se consacre par la suite à une carrière en solo et publie six albums : Momentum en 2001, Welcome to Diverse City en 2004, Portable Sounds en 2007, Tonight en 2010, Eye on It en 2012, et This Is Not a Test en 2015. Il publie également un album spécial Noël, Christmas in Diverse City en 2011, son premier album publié pendant la période des vacances. TobyMac n'est que le troisième rappeur chrétien à débuter premier au Billboard 200, avec Eye on It,.
Entre DC Talk et sa carrière solo, TobyMac compte plus de dix millions d'albums vendus. TobyMac compte également dix singles classés au CHR (contemporary hit radio) incluant Gone, Made to Love et Lose My Soul.

## Biographie
TobyMac est né le 22 octobre 1964 à Fairfax, en Virginie et grandit dans la banlieue d'Annandale, dans la même région. Il est élevé dans une famille chrétienne. Il étudie en sciences politiques à l'Université Liberty et obtient un Bachelor of Science en 1988. Il devient chrétien durant ses études et forme DC Talk avec Michael Tait en 1987 . Alors que le hip-hop chrétien n’était pas accepté par certaines églises, le groupe a bénéficié du soutien du fondateur de l’université, Jerry Falwell. Ce dernier appuie le groupe en fournissant une lettre de recommandation qui facilite la tenue de concert dans des églises et des événements.

### DC Talk (1987–2001)
Le groupe sort Christian Rhymes to a Rhythm en 1988, et ajoute leur camarade Kevin Max Smith. Ils se lancent en tournée après avoir publié leur premier album en 1989, DC Talk. En 1990, ils publient leur premier album certifié disque d'or, Nu Thang. Ils publient ensuite leur album certifié disque de platine, Free at Last. La tournée Free at Last est un succès. 
En 1994, avec Todd Collins et Joey Elwood, il fonde le premier label de hip-hop chrétien Gotee Records ,.
En 1996, Between You and Me atteint la 29e place du Hot 100.

### Premiers albums (2001–2006)
En 2001, TobyMac publie son premier album solo, Momentum. McKeehan compose et enregistre la chanson Extreme Days pour le film Extreme Days. Momentum  atteint la première place des Billboard Heatseekers. La chanson Extreme Days est incluse dans la bande-son du film Hangman's Curse, inspiré par l'ouvrage de Frank Peretti.
Welcome to Diverse City est publié en octobre 2004 et certifié disque d'or. L'album débute 54e du Billboard 200 et se vend à 21 000 exemplaires la première semaine. Sa tournée Winter Wonder Slam est lancée en décembre 2006. La chanson de l'album The Slam est incluse dans la bande-son du film Never Back Down, dans des publicités pour les films Transporter 2, Aeon Flux, et The Fast and the Furious: Tokyo Drift.

### Portable Sounds(2007–2009)
Le nouvel album de McKeehan, Portable Sounds, est publié en 2007, et vendu à 50 645 exemplaires dans la première semaine, débutant 10e du classement Billboard 200, et premier du classement SoundScan Contemporary Christian Overall,. L'album est également nommé d'un Grammy dans la catégorie « meilleur album gospel/pop contemporain ». Il remporte l'album rock/contemporain de l'année grâce à Portable Sounds à la 39e édition des GMA Dove Awards. Les chansons Made to Love et I'm For You premier, et deviennent les deuxième et troisième chansons les plus jouées sur Christian Hit Radio en 2007. Hype Man (truDog '07) fait participer son fils Truett. Ignition est utilisé par ABC/ESPN pour faire la promotion du NASCAR, notamment.

### Tonight(2010–2011)
Le quatrième album de TobyMac, Tonight, est publié le 9 février 2010. L'album débute à la sixième place du Billboard 200 et compte 79 000 exemplaires vendus la première semaine,. Le premier single de l'album, City on Our Knees, est publié le 14 août 2009 et se classe premier des Billboard Hot Christian Songs et Christian AC et CHR (contemporary hit radio). Les musiciens Christopher Stevens et Dave Wyatt se joignent à McKeehan à la production de l'album, comme pour son album Portable Sounds en 2007. Truett, aka TruDog, le fils aîné de Toby, ne participe qu'à une seule chanson. L'album mêle les genres pop, rock, hip-hop, latino, et funk, comme dans Portable Sounds. Il atteint la sixième place du Billboard 200 et la première place des Billboard Christian Albums, avec 79 000 exemplaires vendus la première semaine. Il finit par la suite sa tournée Awake Tonight Tour avec Skillet et House of Heroes. Wonderin' fait participer Matthew Thiessen de Relient K.
En mars 2010, il annonce la tournée d'été Hello Tonight 2010 avec Chris Tomlin. La chanson City on Our Knees fait remporter à TobyMac un Dove Award dans la catégorie de « chanson pop/contemporain de l'année ». TobyMac se lance en tournée avec Third Day, Michael W. Smith, Jason Gray et Max Lucado au Make a Difference Tour 2010. Tonight est nommé pour un Grammy dans la catégorie de « meilleur album pop/contemporain » à la 53e édition des Grammy awards Le premier album spécial Noël de TobyMac, Christmas in Diverse City, est publié le 4 décembre 2011, et contient des chansons de chaque membre de Diverse City. Il fait également participer Leigh Nash, Owl City, Jamie Grace, Victor Oquendo, Superherose, Arch Nemesiz, Tim Rosenau, Todiefunk, et Byron « Talkbox » Chambers.

### Eye on It(2012–2014)
Le cinquième album de TobyMac, Eye on It, est publié le 8 août 2012. L'album débute premier du Billboard 200, le premier album chrétien à atteindre cette place depuis 1997, et se vend à 69 000 exemplaires la première semaine. L'album atteint la huitième place la deuxième semaine avec 26 000 exemplaires vendus.
Le premier single, Me Without You, est publié sur iTunes et Amazon MP3 le 12 juin 2012 et atteint la première place des Billboard Christian Songs le 1er septembre 2012, devenant ainsi le cinquième single numéro un du chanteur. Family est utilisé par la publicité de la série Blue Bloods. Forgiveness est une collaboration avec le rappeur chrétien Lecrae. Bien que non publié comme single, Eye on It est utilisé par ACC Network lors de la diffusion du ACC Men's Basketball Tournament de 2013.
Un album remixé, intitulé Eye'm All Mixed Up, qui inclut des chansons remixées depuis Eye on It, est publié le 4 novembre 2014.

### This Is Not a Test(depuis 2015)
Pendant sa tournée Worship, Stories, and Songs en 2014, TobyMac chante le premier single de son nouvel album à venir, Beyond Me, publié le 6 janvier 2015,. Le single Beyond Me atteint la 34e place du Hot Shot Debut. Son sixième album, This Is Not a Test, stylisé ***This Is Not a Test***, est publié le 7 août 2015 et débute 4e du Billboard 200. L'album atteint la première place des Top Christian Albums avec 35 000 exemplaires vendus la première semaine. Backseat Driver est publié comme single promotionnel le 9 juin 2015.

## Vie privée
McKeehan et son épouse Amanda se marient en 1994. Amanda, originaire de Jamaïque, est la fille de Judy et Robert Levy (des Jamaica Broilers). Grâce aux origines de son épouse, TobyMac sera immergé par la musique, la langue et d'autres aspects de la culture jamaïcaine. Toby et son épouse Amanda McKeehan vivent à Franklin dans le Tennessee. Ils ont cinq enfants : Truett, Moïse, Marlee, Leo, et Juda. Moïse et Marlee sont adoptés en 2002. Truett apparaît sur plusieurs albums comme Momentum, Momentum Remix, Welcome to Diverse City, Renovating Diverse City, Portable Sounds et Tonight sous le nom de truDog.

## Discographie

### Albums studio
- 2001 : Momentum
- 2004 : Welcome to Diverse City
- 2007 : Portable Sounds
- 2010 : Tonight
- 2011 : Christmas In Diverse City
- 2012 : Eye on It
- 2015 : This Is Not a Test
- 2018 : The Elements

### Albums remixés
- 2003 : Re:Mix Momentum
- 2005 : Renovating Diverse City
- 2012 : Dubbed and Freq'd: A Remix Project
- 2014 : Eye'm All Mixed Up

### Album live
- 2008 : Alive and Transported
- 2016 : Hits Deep Live

### EPs
- 2002 : This Christmas
- 2004 : Phenomenon Festival Single
- 2006 : Top Five Hits

## Clips
- 2002 : Momentum
- 2007 : Portable Sights
- 2008 : Alive and Transported
- 2010 : Moving Pictures

## Récompenses
En 2024, au cours de sa carrière, il a reçu 7 Grammy Awards  et 18 Dove Awards.